# Dubai Holding
Dubai Holding (Arabo: دبي القابضة) è una multinazionale che sviluppa e gestisce una vasta gamma di aziende focalizzato su investimenti, servizi finanziari, immobiliari, parchi commerciali specializzati, telecomunicazioni e ospitalità. 
L'impresa che appartiene al governo di Dubai (lo sceicco Mohammed bin Rashid Al Maktoum detiene il 99,67% della compagnia).
Gestisce e controlla 20 società, che operano nella finanza, nell'energia, nella ricerca, nel settore alberghiero, dell'educazione, dell'intrattenimento, nei media, in internet nel turismo e nelle biotecnologie.

## Struttura del Gruppo
La Dubai Holding è strutturata in cinque compagnie:
- Dubai Holding Assett Management, gestisce una serie di assett della compagnia relativi a distretti commerciali, outlet, business park e comunità residenziali. Fra questi:[1]
  - Dubai Internet City;[2]
  - Dubai Outsource City;[3]
  - Dubai Media City;[4]
  - Dubai Studio City;[5]
  - Dubai Production City;[6]
  - Dubai International Academic City;[7]
  - Dubai Industrial City ;[8]
  - Bluewaters;[9]
  - Jumeirah Beach Residence;[10]
  - The Outlet Village;[11]
  - Layan;[12]
  - Rahaba Residences;[13]
  - Al Khail Gate;[14]

- Dubai Holding Real Estate, gestisce le attività di sviluppo immobiliare nell'Emirato. Offre una vasta gamma di comunità residenziali nonché un portafoglio di vendite di terreni. Fra le sue componenti si trovano:[15]
  - Dubai Properties;[16]
  - Meraas;[17]
  - Ejadah;[18]
- Dubai Holding Hospitality, gestisce servizi alberghieri e di ristorazione sia attraverso strutture proprie che mediuante partnership strategiche con i principali operatori alberghieri di tutto il mondo. Inoltre fornisce servizi di formazione professionale nel settore alberghiero tramite la propria struttura chiamata Emirates Academy of Hospitality Management.[19]
  - Jumeirah Hotels and Resorts è la principale azienda del gruppo e gestisce oltre 40 hotel a livello nazionale e internazionale nonché attivita di ristorazione tramite marchi locali e internazionali.[20]
  - Emirates Academy of Hospitality Management (EAHM) ;[21]

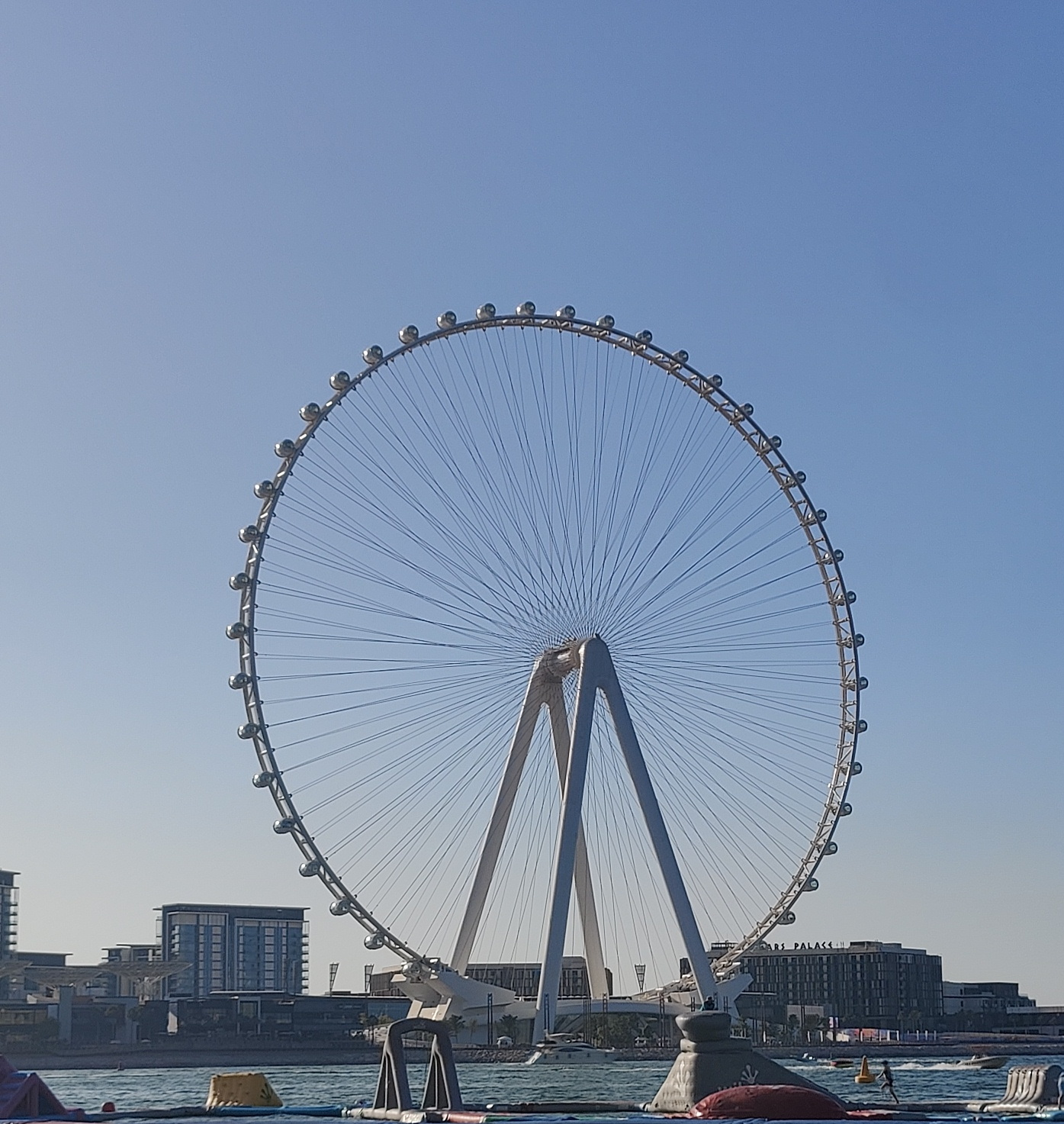
Ain Dubai

- Dubai Holding Entertainment, sviluppa e gestisce alcune fra le principali piattaforme di media e intrattenimento di Dubai. Possiede la più grande rete radiofonica della regione, l'Arabian Radio Network (ARN)  e alcune fra le più importanti strutture di intrattenimento fra cui Ain Dubai, la ruota panoramica più alta del mondo. Fra le strutture gestite si trovano:[22]
  - Ain Dubai;[23]
  - Global Village;[24]
  - Dubai Parks and Resorts;[25]
  - Coca-Cola Arena;[26]
  - Arabian Radio Network;[27]
  - Roxy Cinemas;[28]
- Dubai Holding Investments; è il veicolo dedicato che sviluppa e implementa la strategia di investimento e diversificazione del Gruppo attraverso l'esecuzione di Joint venture, fusioni, acquisizioni e cessioni. Fra gli investimenti più significativi si hanno:[29]
  - Azaeda;[30]
  - Merex Investment;[31]
  - Rove Hotels;[32]
  - Dubai Waste Management Centre;[33]
  - du;[34]